# Ngô Quyền
Ngô Quyền (chữ Hán: 吳權; 17 tháng 4 năm 898 – 14 tháng 2 năm 944), còn được biết đến với tên gọi Tiền Ngô Vương (前吳王) là vị vua đầu tiên của nhà Ngô trong lịch sử Việt Nam. Năm 938, ông là người lãnh đạo nhân dân đánh bại quân Nam Hán trong trận Bạch Đằng, chính thức kết thúc gần một ngàn năm Bắc thuộc, mở ra một thời kì độc lập lâu dài của Việt Nam. Sau chiến thắng này, ông lên ngôi vua, lập ra nhà Ngô, trị vì từ năm 939 đến năm 944.
Ngô Quyền nằm trong danh sách mười bốn anh hùng dân tộc Việt Nam. Phan Bội Châu xem ông là vị Tổ Trung hưng của Việt Nam.

## Thân thế
Ngô Quyền sinh ngày 12 tháng 3 năm Đinh Tỵ (17 tháng 4 năm 898) trong một dòng họ hào trưởng có thế lực. Cha là Ngô Mân làm chức châu mục Đường Lâm. Ngô Quyền được sử sách mô tả là bậc anh hùng tuấn kiệt, "có trí dũng".
Theo Đại Việt Sử ký Toàn thư:
| “ | Khi Ngô Quyền vừa mới sinh có ánh sáng lạ đầy nhà, dung mạo khác thường, có 3 nốt ruồi ở lưng, thầy tướng cho là lạ, bảo có thể làm chủ một phương, nên mới đặt tên là Quyền. Ngô Quyền lớn lên, khôi ngô, mắt sáng như chớp, dáng đi thong thả như hổ, có trí dũng, sức có thể nâng được vạc bằng đồng. | ” |

## Sự nghiệp

### Bối cảnh
Thời bấy giờ nhà Đường ở Trung Quốc cai trị nước Việt. Từ giữa thế kỷ IX, nhà Đường phải đối phó với hai biến cố lớn là nông dân khởi nghĩa và phiên trấn cát cứ. Năm 907, nhà Đường mất, Chu Ôn lập nên nhà Hậu Lương, bắt đầu cuộc loạn Ngũ Đại, sử Trung Quốc gọi là Ngũ đại Thập quốc. Ở miền Nam Trung Quốc, Tiết độ sứ Quảng Châu là Lưu Nham đã cát cứ và dựng nước Nam Hán.
Năm 905, nhân việc nhà Đường có loạn, một thổ hào người Việt là Khúc Thừa Dụ nổi lên đánh đuổi người Trung Quốc, chiếm giữ phủ thành, xưng là Tiết độ sứ. Năm 907, Khúc Thừa Dụ chết, con là Khúc Hạo lên thay. Khúc Hạo sai con là Khúc Thừa Mỹ làm Hoan hảo sứ sang dò xét nhà Nam Hán. Năm 917, Khúc Hạo chết, Khúc Thừa Mỹ lên thay, cho người sang nhà Lương lĩnh tiết việt, muốn lợi dụng sự mâu thuẫn giữa nước Lương và Nam Hán để củng cố sự nghiệp tự cường của mình. Vua Nam Hán là Lưu Cung tức giận, xua quân chiếm cứ Giao Chỉ. Năm 930, tướng Nam Hán Lý Khắc Chính đem binh đánh, bắt được Khúc Thừa Mỹ, Lý Khắc Chính lưu lại Giao Chỉ.
Một hào trưởng người Ái Châu (thuộc Thanh Hóa ngày nay) là Dương Đình Nghệ nuôi 3000 con nuôi, mưu đồ khôi phục. Ngô Quyền lớn lên làm nha tướng cho Dương Đình Nghệ, được Dương Đình Nghệ gả con gái cho và giao quyền cai quản Ái châu, đất bản bộ của họ Dương. Năm 931, Dương Đình Nghệ phát binh từ Thanh Hóa ra Bắc đánh đuổi quân Nam Hán, đánh bại Lý Tiến và quân cứu viện do Trần Bảo chỉ huy, chiếm giữ bờ cõi nước Việt, xưng là Tiết độ sứ. Năm 937, hào trưởng đất Phong Châu là Kiều Công Tiễn sát hại Dương Đình Nghệ, trở thành vị Tĩnh Hải quân Tiết độ sứ cuối cùng trong thời kì Tự chủ. Nhưng Công Tiễn lại không có chỗ dựa chính trị vững chắc, hành động tranh giành quyền lực của ông bị phản đối bởi nhiều thế lực địa phương và thậm chí nội bộ họ Kiều cũng chia rẽ trầm trọng. Bị cô lập, Công Tiễn vội vã cầu cứu nhà Nam Hán. Ngô Quyền nhanh chóng tập hợp lực lượng, kéo quân ra Bắc, giết chết Kiều Công Tiễn rồi chuẩn bị quyết chiến với quân Nam Hán. Thắng lợi của Ngô Quyền trên sông Bạch Đằng vào năm 938 đã đặt dấu chấm hết cho mọi âm mưu xâm lược Tĩnh Hải quân của nhà Nam Hán, đồng thời cũng kết thúc thời kì Bắc thuộc của Việt Nam. Năm 939, Ngô Quyền xưng vương, đóng đô ở Cổ Loa, lập ra nhà Ngô. Ngô Vương qua đời ở tuổi 47, trị vì được 6 năm. Sau cái chết của ông, nhà Ngô suy yếu nhanh chóng, không khống chế được các thế lực cát cứ địa phương và sụp đổ vào năm 965.

### Trận chiến Bạch Đằng

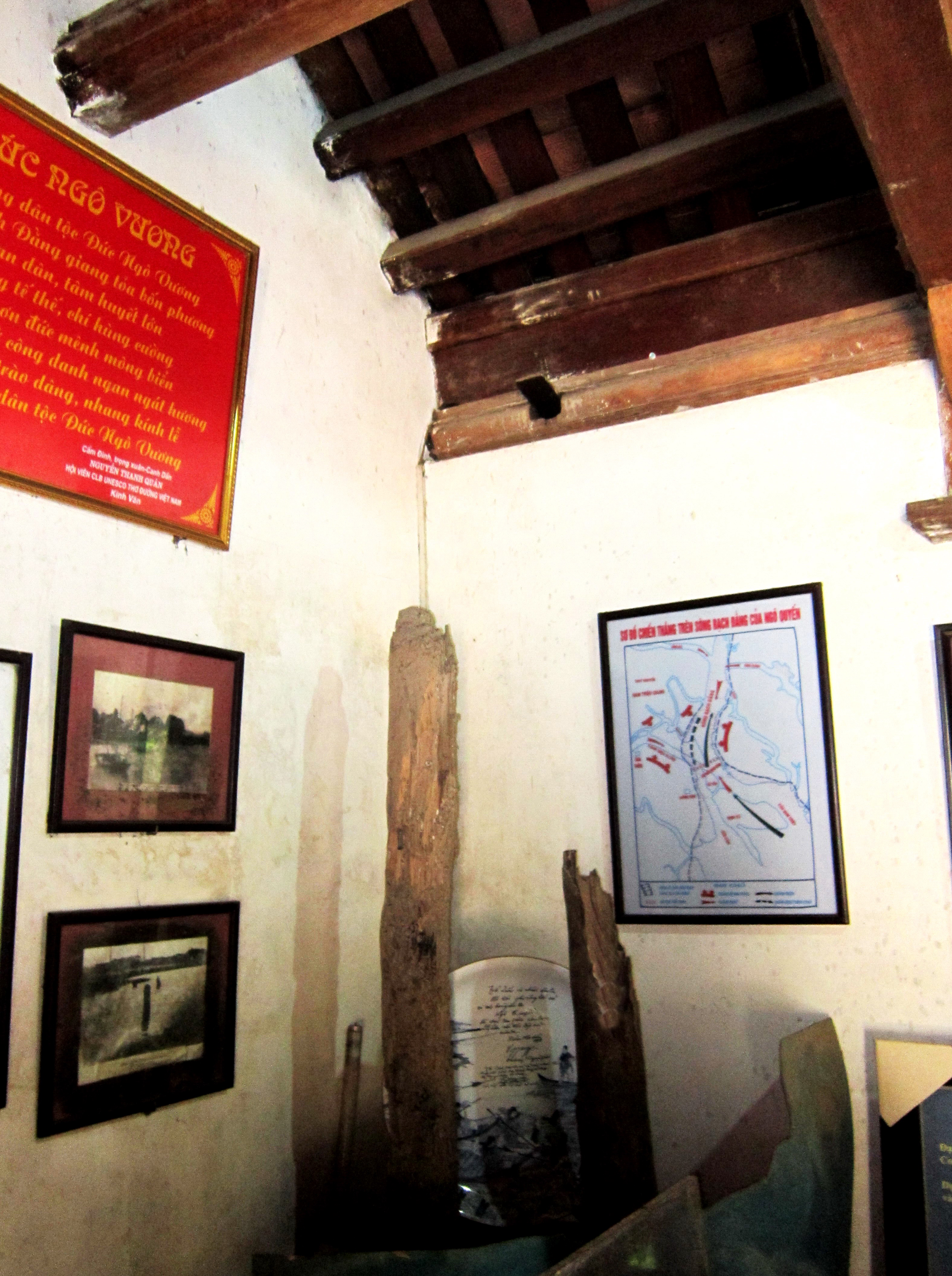
Hai trong số các cọc gỗ do Ngô Quyền sai đóng dưới lòng sông Bạch Đằng để chống lại quân Nam Hán.

Tháng 10/938 Ngô Quyền truy sát Kiều Công Tiễn. Kiều Công Tiễn sau sứ chạy sang Trung Quốc cầu cứu quân Nam Hán. Lợi dụng cơ hội đó, Nam Hán kéo sang xâm lược Tĩnh Hải quân lần hai.
Năm 938, sau khi Kiều Công Tiễn giết Dương Đình Nghệ, Ngô Quyền được tin về việc phản nghịch của Công Tiễn và thấy việc Công Tiễn quy phục Nam Hán là nguy hại cho cuộc tự chủ mà họ Khúc và Dương Đình Nghệ cố gắng xây nền móng nên phát binh từ Ái châu ra đánh Kiều Công Tiễn. Kiều Công Tiễn sai sứ sang đút lót để cầu cứu với nhà Nam Hán. Sách An Nam chí lược viết rằng: Công Tiễn bị Ngô Quyền vây, sức yếu bị thua mới cầu cứu nhà Nam Hán. Vua Nam Hán là Lưu Cung nhân Giao Chỉ có loạn muốn chiếm lấy. Lưu Cung phong cho con mình là Vạn vương Lưu Hoằng Tháo làm Giao Vương, đem quân cứu Kiều Công Tiễn. Nhưng khi quân Nam Hán chưa sang, mùa thu năm 938, Ngô Quyền đã giết được Kiều Công Tiễn.
Lưu Cung tự làm tướng, đóng ở Hải Môn để làm thanh viện. Lưu Cung hỏi kế ở Sùng Văn sứ là Tiêu Ích, Tiêu Ích nói:
"Nay mưa dầm đã mấy tuần, đường biển thì xa xôi nguy hiểm, Ngô Quyền lại là người kiệt hiệt, không thể khinh suất được. Đại quân phải nên thận trọng chắc chắn, dùng nhiều người hướng đạo rồi sau mới nên tiến".
Song Lưu Cung không nghe theo.
Ngô Quyền nghe tin Hoằng Tháo sắp đến, bảo các tướng tá rằng:
Hoằng Tháo là đứa trẻ khờ dại, đem quân từ xa đến, quân lính còn mỏi mệt, lại nghe Công Tiễn đã chết, không có người làm nội ứng, đã mất vía trước rồi. Quân ta lấy sức còn khỏe địch với quân mỏi mệt, tất phá được. Nhưng bọn chúng có lợi ở chiến thuyền, ta không phòng bị trước thì thế được thua chưa biết ra sao. Nếu sai người đem cọc lớn vạt nhọn đầu bịt sắt đóng ngầm ở trước cửa biển, thuyền của bọn chúng theo nước triều lên vào trong hàng cọc thì sau đó ta dễ bề chế ngự, không cho chiếc nào ra thoát.

Tranh giả đồng tái hiện trận Bạch Đằng 938

Ngô Quyền định kế rồi, bèn cho đóng cọc ở hai bên cửa biển. Khi nước triều lên, Ngô Quyền sai người đem thuyền nhẹ ra khiêu chiến rồi rút thuyền về để dụ quân Nam Hán đuổi theo. Hoằng Tháo quả nhiên tiến quân vào. Khi binh thuyền đã vào trong vùng cắm cọc, nước triều rút, cọc nhô lên, Ngô Quyền bèn tiến quân ra đánh, ai nấy đều liều chết chiến đấu. Quân Nam Hán không kịp sửa thuyền mà nước triều rút xuống rất gấp, thuyền đều mắc vào cọc mà lật úp, rối loạn tan vỡ, quân lính chết đuối quá nửa. Ngô Quyền thừa thắng đuổi đánh, bắt được Hoằng Tháo giết đi. Vua Nam Hán Cao Tổ (Lưu Cung) đồn trú ở cửa biển để cứu trợ nhưng không làm gì được; thương khóc, thu nhặt quân lính còn sót rút về.
Nguyễn Trãi trong Bình Ngô đại cáo có câu:
"Lưu Cung tham công nên thất bại".
Hai chữ "tham công" này tức là ngụ ý việc Lưu Cung muốn lập công cho người Trung Quốc khi cố gắng đánh chiếm lại Tĩnh Hải quân.
Sử gia Ngô Sĩ Liên nhận định trong sách Đại Việt Sử ký Toàn thư:
| “                         | Lưu Cung tham đất đai của người, muốn mở rộng bờ cõi, đất đai chưa lấy được mà đã hại mất đứa con của mình và hại cả nhân dân, tức như Mạnh Tử nói: "Đem cái mình không yêu mà hại cái mình yêu" vậy chăng? | ” |
| — Đại Việt Sử ký Toàn thư | |   |

Ngô Thì Sĩ nhận định trong sách Việt sử tiêu án:
| “                 | Lưu Nghiễm (Lưu Cung) ngấp ngó Giao Châu, thừa lúc Đình Nghệ mới mất, cậy có quân ứng viện của Công Tiễn, chắc rằng có thể đánh một trận phá được Ngô Quyền, nhân thế lấy được nước Nam dễ như lấy đồ trong túi vậy. Nếu không có một trận đánh to để hỏa nhuệ khí của Lưu Nghiễm, thì cái tình hình ngoại thuộc lại dần dần thịnh lên, cho nên trận đánh ở Bạch Đằng là cái căn bản khôi phục quốc thống đó. Sau này Đinh, Lê, Lý, Trần còn phải nhờ dư liệt ấy. Võ công hiển hách của Ngô Quyền, tiếng thơm nghìn đời, đâu có phải chỉ khoe khoang một lúc bấy giờ mà thôi. | ” |
| — Việt sử tiêu án | |   |

| “                         | Ngô Tiên Chúa giết được nghịch thần Công Tiễn, phá được giặc mạnh Hoằng Tháo. | ” |
| — Khảo tổng luận, Lê Tung |                                                                               |   |

## Cai trị
Ngô Quyền lên ngôi ngày 10 tháng 1 năm Kỷ Hợi (tức ngày 1 tháng 2 năm 939). Mùa xuân năm 939, Ngô Quyền xưng là Ngô Vương, xây dựng nhà nước tự chủ, trở thành vị vua sáng lập ra nhà Ngô, sách Đại Việt Sử ký Toàn thư gọi Ngô Quyền là Tiền Ngô Vương. Sách Đại Việt Sử ký Toàn thư chép rằng: Mùa xuân, vua bắt đầu xưng vương, lập Dương thị làm hoàng hậu, đặt trăm quan, chế định triều nghi phẩm phục. Sách Việt sử tiêu án chép: Vương giết Công Tiễn, phá Hoằng Tháo, tự lập làm vua, tôn Dương thị làm Hoàng hậu, đặt đủ 100 quan, dựng ra nghi lễ triều đình, định các sắc áo mặc, đóng đô  Cổ Loa thành, làm vua được 6 năm rồi mất.
Về lãnh thổ, học giả Đào Duy Anh cho rằng các triều đại phong kiến đầu tiên cai trị 8 châu: Giao, Lục, Phong, Trường, Ái, Diễn, Hoan, Phúc Lộc nằm trên đất Giao Châu cũ. Ngô Quyền chỉ có quyền lực ở các châu miền trung du và miền đồng bằng Bắc bộ, vùng Thanh Nghệ; còn miền thượng du là các châu ky my (châu tự trị, chỉ phải cống nạp), của nhà Đường trước kia, do các tù trưởng nắm giữ mà độc lập.
Những người thân cận, các tướng tá cùng các hào trưởng địa phương quy phục đã được nhà Ngô phong tước, cấp đất, như Phạm Lệnh Công ở Trà Hương (Nam Sách, Hải Dương), Lê Lương ở Ái châu, Đinh Công Trứ (cha của Đinh Bộ Lĩnh) ở Hoan Châu.

### Kinh đô
Nhà Đường cai trị nước Việt, dùng huyện Tống Bình và xây thành Tống Bình làm trị sở của họ, tức phần đất thuộc Giao Châu, bên sông Tô Lịch (Hà Nội ngày nay). Sau khi lên ngôi, Ngô Quyền không đóng đô ở trị sở cũ của nhà Đường như họ Khúc hay Dương Đình Nghệ nữa mà chuyển kinh đô lên Cổ Loa thuộc Phong Châu (thuộc huyện Đông Anh, tỉnh Phúc Yên cũ). Lý giải cho việc Ngô Quyền không chọn Đại La sầm uất và có truyền thống nhiều thế kỷ là trung tâm chính trị trước đó, các sử gia cho rằng có 2 nguyên nhân: tâm lý tự tôn dân tộc và ý thức bảo vệ độc lập chủ quyền của đất nước từ kinh nghiệm cũ để lại:
1. Ý thức dân tộc trỗi dậy, tiếp nối quốc thống xưa của nước Âu Lạc xưa,[15] quay về với kinh đô cũ thời Âu Lạc, biểu hiện ý chí đoạn tuyệt với Đại La do phương Bắc khai lập.[13][16]
2. Đại La trong nhiều năm là trung tâm cai trị của các triều đình Trung Quốc đô hộ Việt Nam, là trung tâm thương mại sầm uất nhiều đời chủ yếu của các thương nhân người Hoa nắm giữ. Đại La do đó là nơi tụ tập nhiều người phương Bắc, từ các quan lại cai trị nhiều đời, các nhân sĩ từ phương Bắc sang tránh loạn và các thương nhân. Đây là đô thị mang nhiều dấu vết cả về tự nhiên và xã hội của phương Bắc, và thế lực của họ ở Đại La không phải nhỏ. Do đó lực lượng này dễ thực hiện việc tiếp tay làm nội ứng khi quân phương Bắc trở lại, điển hình là việc Khúc Thừa Mỹ nhanh chóng thất bại và bị Nam Hán bắt về Phiên Ngung. Rút kinh nghiệm từ thất bại của Khúc Thừa Mỹ, Ngô Quyền không chọn Đại La.

Theo Tạ Chí Đại Trường: Chiếm giữ Đại La xong, Ngô Quyền không đóng đô nơi phủ trị cũ mà lại tìm một vị trí bên lề để canh chừng. Tại sao? Vì còn tự ti thấy mình chưa đủ sức thay thế chủ cũ? Hay vì cái thế Đại La trống trải trong tầm sông nước dễ dàng cho sự xâm lấn của Nam Hán so với Cổ Loa khuất lấp hơn một ít mà vẫn còn có ngôi thành Kén của Mã Viện làm thế đương cự? Dù sao thì sự từ chối Đại La cũng là một dấu vết co cụm để tính chất địa phương nổi lên không những chỉ trong gia đình ông mà còn thấy trong cách ứng xử của các tập đoàn quyền lực khác ở phủ Đô hộ cũ nữa.

## Qua đời
Ngô Quyền mất ngày 18 tháng 1 năm Giáp Thìn (14 tháng 2 năm 944), hưởng dương 47 tuổi; trước khi chết ông di chúc cho Dương Tam Kha phò tá con của mình là Ngô Xương Ngập. Ông không có miếu hiệu và thụy hiệu, sử sách xưa nay chỉ gọi ông là Tiền Ngô Vương. Sách Thiền Uyển tập anh, phần truyện Quốc sư Khuông Việt có nhắc Ngô Thuận Đế.
Dương Tam Kha cướp ngôi cháu, tự lập mình làm vua, xưng là Dương Bình Vương, lấy Ngô Xương Văn, con thứ hai của Ngô Quyền làm con nuôi. Ngô Xương Văn sau dẫn quân quay lại lật đổ Dương Tam Kha. Năm 950, Ngô Xương Văn tự xưng làm Nam Tấn Vương, đóng đô ở Cổ Loa. Ngô Xương Văn cho người đón anh trai Ngô Xương Ngập đang trốn ở Nam Sách trở về. Ngô Xương Ngập cũng làm vua, tự xưng là Thiên Sách Vương (951–954). Từ năm 951 đến 956, lần lượt các thế lực họ Đinh, họ Dương và hoàng tộc nhà Ngô cát cứ, chống đối với triều đình Cổ Loa, mở đầu cho loạn 12 sứ quân.

## Nhận định
- | “                         | Tiền Ngô Vương có thể lấy quân mới họp của đất Việt ta mà phá được trăm vạn quân của Lưu Hoằng Tháo, mở nước xưng vương, làm cho người phương Bắc không dám lại sang nữa. Có thể nói là một cơn giận mà yên được dân, mưu giỏi mà đánh cũng giỏi vậy. Tuy chỉ xưng vương, chưa lên ngôi đế, đổi niên hiệu, nhưng chính thống của nước Việt ta, ngõ hầu đã nối lại được. | ” |
| — Đại Việt Sử ký Toàn thư | |   |
- Ngô Sĩ Liên viết rằng mưu tài đánh giỏi, làm nên công dựng lại cơ đồ, đứng đầu các vua đồng thời cho rằng cách thức cai trị của ông có quy mô của bậc đế vương. Phan Bội Châu tôn vinh ông là "vua Tổ Phục hưng dân tộc".[2]
- | “                         | Ngô Tiên Chúa giết được nghịch thần Công Tiễn, phá được giặc mạnh Hoằng Thao, đặt ra cấp bậc các quan văn võ, định chế độ luật lệ y phục, thực là bậc tài giỏi cứu đời. Song ký thác không được người tốt, để lại tai vạ cho con. | ” |
| — Khảo tổng luận, Lê Tung | |   |
- Theo Trần Trọng Kim chép trong Việt Nam sử lược: Ngô Quyền trong thì giết được nghịch thần, báo thù cho chủ, ngoài thì phá được cường địch, bảo toàn cho nước, thật là một người trung nghĩa lưu danh thiên cổ, mà cũng nhờ có tay Ngô Quyền, nước Nam ta mới cởi được ách Bắc thuộc hơn một nghìn năm, và mở đường cho Đinh, Lê, Lý, Trần về sau này được tự chủ ở cõi Nam vậy.[21]
- Trong Khâm định Việt sử Thông giám cương mục, Vua Tự Đức có lời phê:

| “                                        | "Ngô Quyền gặp được ngụy triều Nam Hán là một nước nhỏ, Hoằng Tháo là thằng hèn kém, nên mới có được trận thắng trên sông Bạch Đằng. Đó là một việc may, có gì đáng khen. Nếu gặp phải tay Trần Bá Tiên, mà bảo rằng Ngô Quyền không phải theo gót Lý Nam Đế, Triệu Việt Vương, thì ít có lắm!". | ” |
| — Khâm định Việt sử Thông giám cương mục | |   |

## Tồn nghi về quê hương

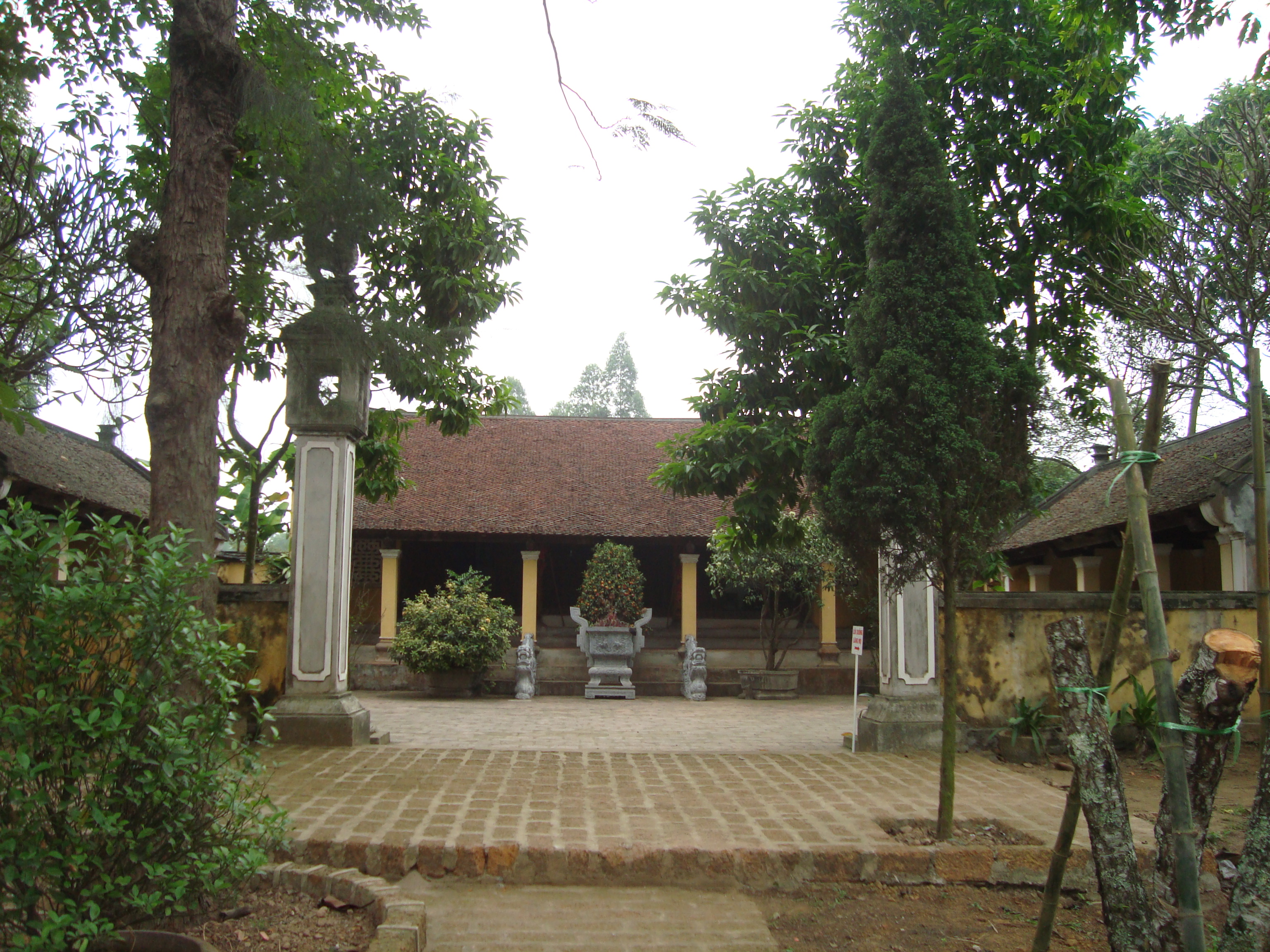
Đền thờ Ngô Quyền tại thôn Cam Lâm, xã Đường Lâm.

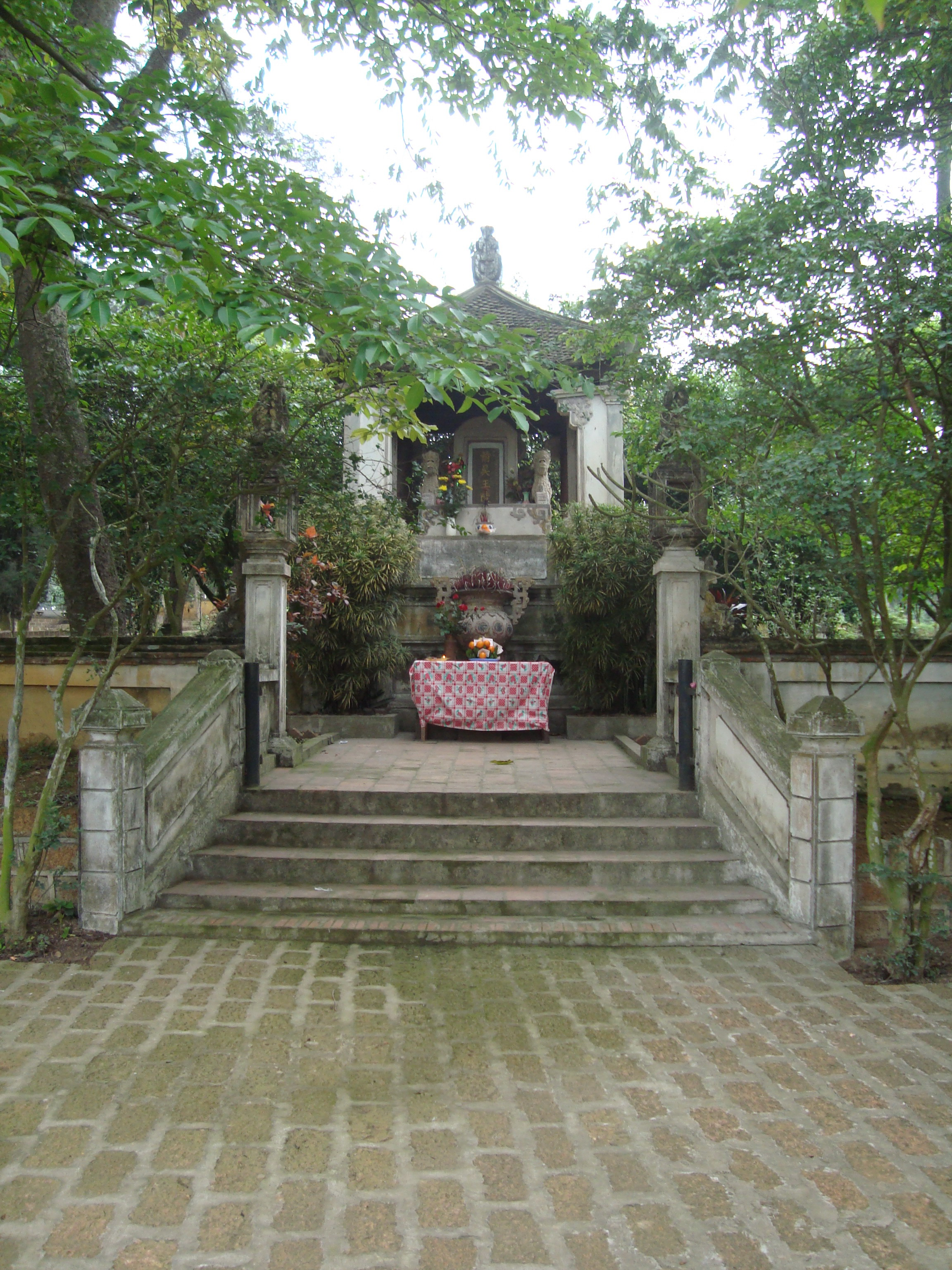
Lăng Ngô Quyền, tôn tạo vào đầu thế kỷ 20 triều Thành Thái.

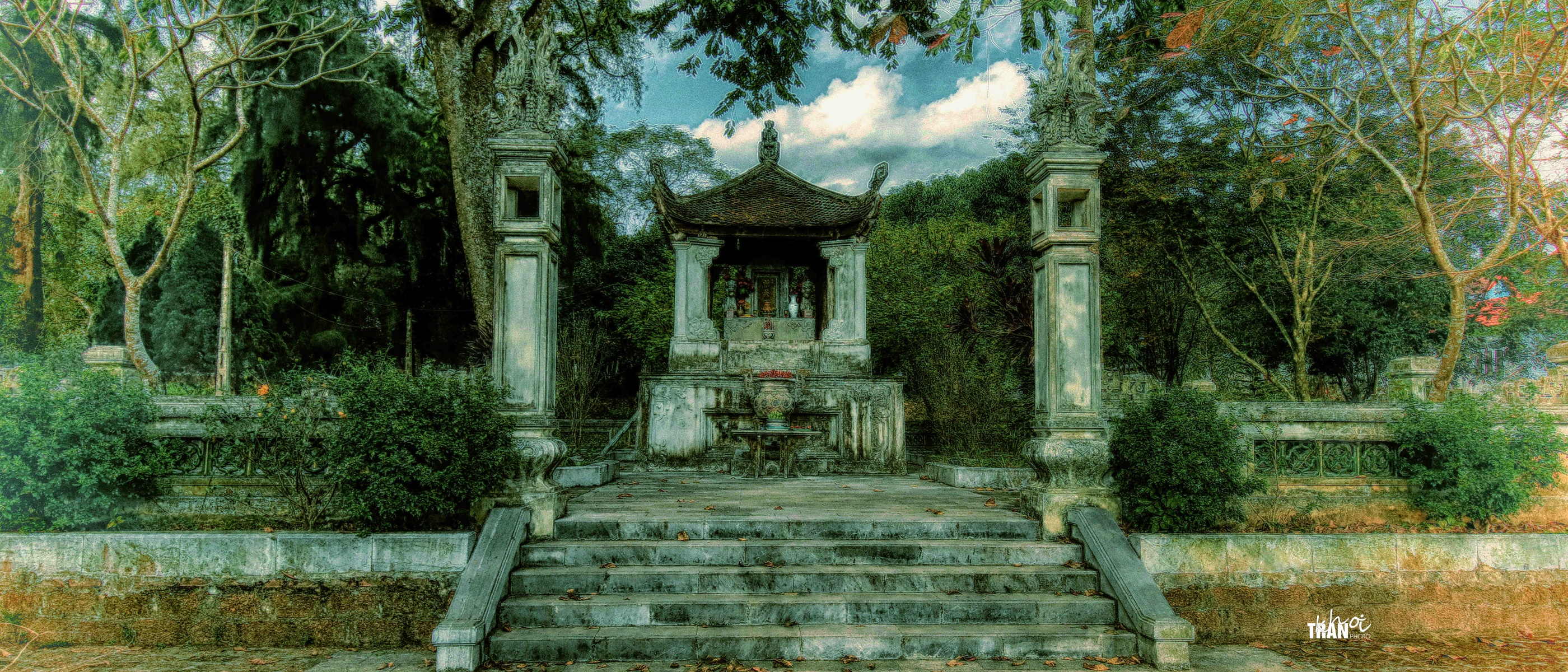
Lăng Ngô Quyền ở Đường Lâm, Hà Nội.

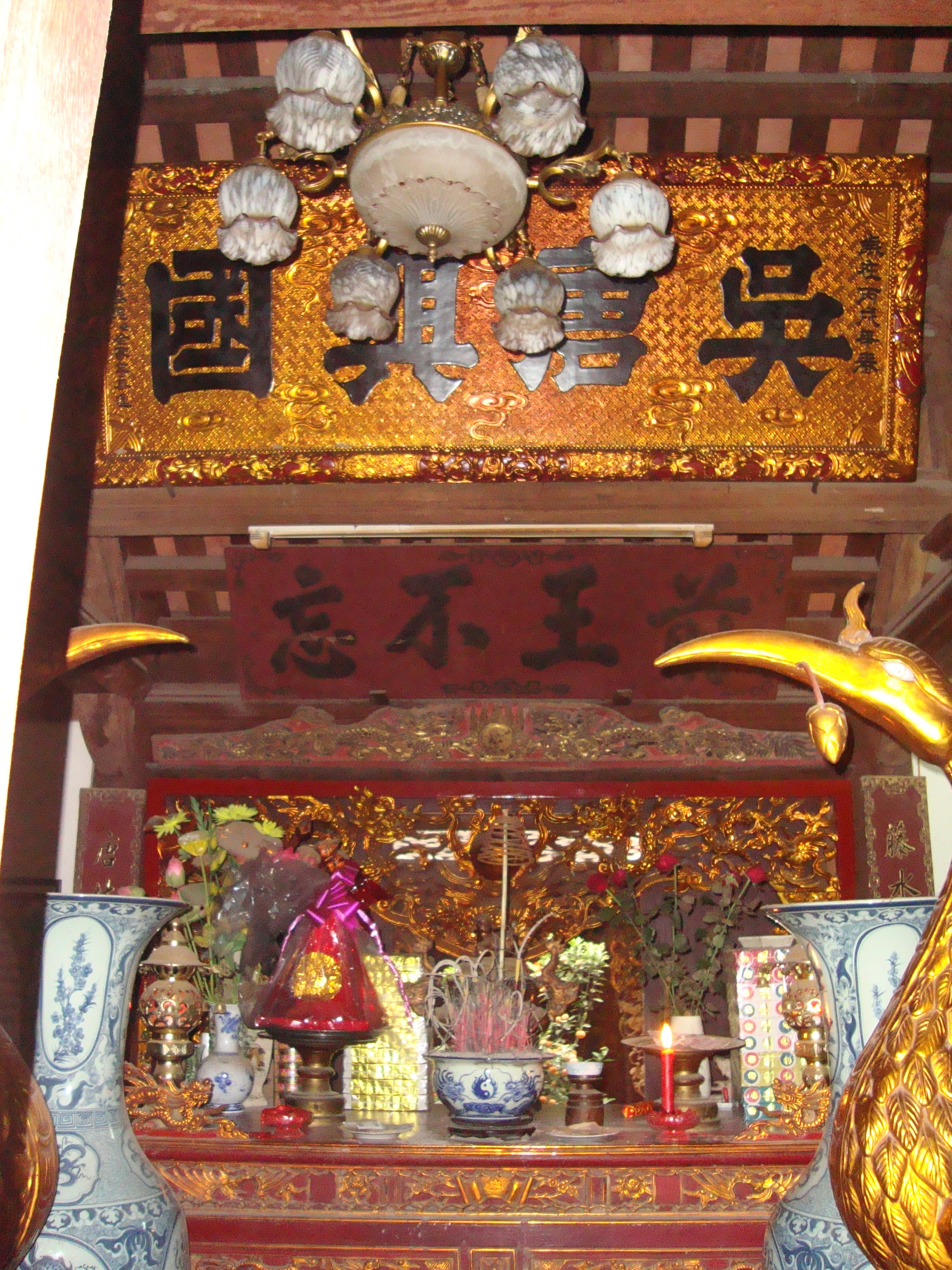
Gian thờ chính bên trong đền thờ Ngô Quyền ở Đường Lâm. Hoành phi ghi bốn chữ Ngô Đường hưng quốc.

Đại Việt sử ký toàn thư chỉ ghi quê Ngô Quyền và Phùng Hưng là Đường Lâm, không chú thích cụ thể. Trong khi Việt điện u linh và Lĩnh nam chích quái viết thời Trần cho thấy nhiều mối liên hệ về Đường Lâm như: sông Phúc Lộc (tức Phúc Thọ), gần Đỗ Động (tức Quốc Oai, Thanh Oai) và gần Phong châu (tức Vĩnh Tường, Việt Trì). Còn sử liệu Trung Quốc cho biết Đường Lâm được lập dưới thời Đường với những điểm chính:
1. Do Thứ sử Trí châu thu phục thêm dân gần Côn Minh, Bắc Lâu (tức tây bắc Việt Nam và Vân Nam, Trung Quốc) lập nên.
2. Ở gần Trường châu (tức Hà Nam, Ninh Bình, Thanh Hóa) và dân ta nổi dậy chiếm lấy, nên hai châu cùng bị bỏ.
3. Phong tục giống Ái châu (tức Thanh Hóa) và đi mất hai ngày tới Hoan châu (tức Nghệ An).

Hiện có bốn luồng ý kiến tranh luận về Đường Lâm là:
1. Châu Ái (tức Thanh Hóa) do Lê Tắc viết ở thế kỷ 14.[31] Hiện không có bất kỳ di tích hay chuyện kể nào liên quan tới Ngô Quyền dù ông là con rể vùng này.
2. Mỹ Lương và Hoài An (tức vùng núi Thạch Thất, Quốc Oai, Chương Mỹ, Mỹ Đức, Ứng Hòa, Lương Sơn, Kim Bôi; nằm giữa Hà Nội và Hòa Bình) thời Trần là huyện Đại Đường;[32] do Ngô Thì Sĩ và Phan Huy Chú xác định vào thế kỷ 18. Hiện có nhiều đền thờ Ngô Quyền, Phùng Hưng và đặc biệt có hai làng hiếm hoi còn thờ Ngô Xương Xí và nhận nơi đây cũng là Bình Kiều.[a]
3. Phúc Thọ (tức Sơn Tây, Hà Nội) do Nguyễn Văn Siêu[33] và Quốc sử quán triều Nguyễn soạn vào thế kỷ 19. Hiện nơi này được công nhận rộng rãi, có đền Phùng Hưng và lăng mộ Ngô Quyền.
4. Phía tây nam Hà Tĩnh, do Đào Duy Anh[34] viết vào thế kỷ 20. Hiện cũng không có dấu vết gì liên quan tới Phùng Hưng và Ngô Quyền, dù nơi đây vẫn có những câu chuyện lưu truyền về thân thế Mai Hắc Đế hay tuổi thơ Đinh Bộ Lĩnh.

## Gia đình

### Vợ
- Dương hậu: Bà là con gái của Dương Đình Nghệ, kết duyên cùng với Ngô Quyền khi ông trở thành nha tướng của Dương Đình Nghệ, một cuộc hôn nhân mang nhiều ý nghĩa liên minh chính trị. Một số tài liệu ghi rằng bà tên là Dương Như Ngọc hoặc Dương Thị Vy (thờ ở đình làng Nguyễn Xá (trước là Ngô Xá) xã Bồ Đề, huyện Bình Lục, tỉnh Hà Nam) nhưng theo nhà sử học Lê Văn Lan thì đấy chỉ là một cái tên do người đời sau "đặt", để "phân biệt" với bà Dương hậu khác là bà Dương Vân Nga, bản thân cái tên Dương Vân Nga cũng chỉ là cái tên trong dân gian mà hậu thế "đặt" cho bà. Chính sử chỉ gọi bà là Dương thị.
- Đỗ phi: Bà Đỗ Thị Sa là người ở làng Dục Tú, huyện Đông Anh, Hà Nội hiện nay. Trước kia có đền thờ bà ở gần cầu Tây Dục Tú nhưng nay đã bị phá. Nhà thờ họ Đỗ ở thôn Hậu Dục Tú vẫn còn đôi câu đối nói về cuộc hôn phối giữa bà và Ngô Quyền mang ý nghĩa liên minh chính trị Ngô - Đỗ. Nhưng theo Gia phả họ Đỗ tại đây bà là Cung phi vương phủ tức là phi của một vị chúa nào đó sống cách thời Ngô Quyền chừng 700 năm chứ không phải phi của Ngô Quyền. Kết quả nghiên cứu nói trên do nhà nghiên cứu Nguyễn Văn Chiến thực hiện và báo cáo trong Hội thảo khoa học "Ngô Quyền với Cổ Loa", sau đó được in thành sách với tên như trên vào năm sau, 2014 do Nhà Xuất bản Giáo dục Việt Nam ấn hành.

### Con cái

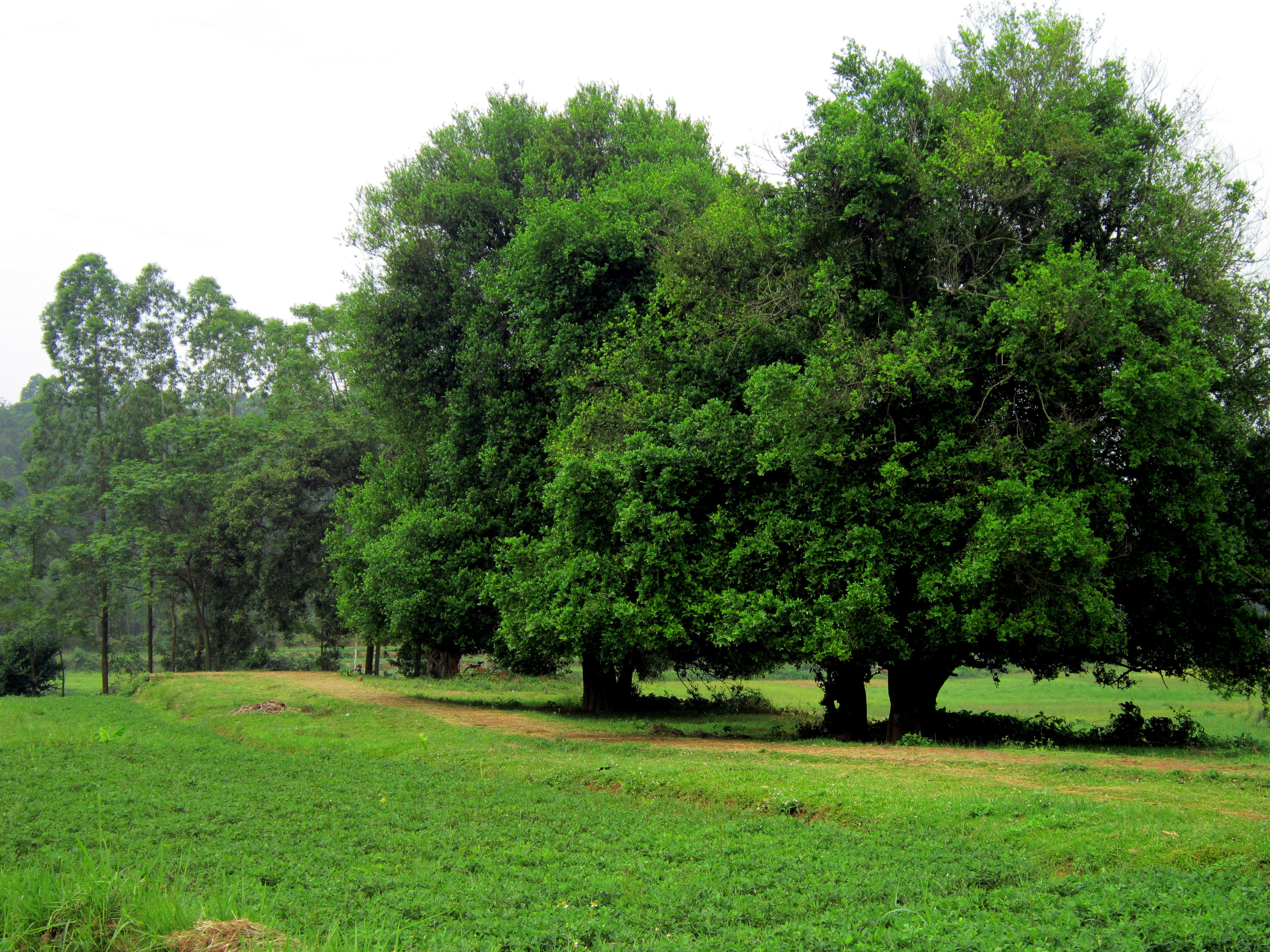
Rặng duối cổ ở thôn Cam Lâm thuộc Đường Lâm. Tương truyền Ngô Quyền đã buộc voi chiến và ngựa chiến ở đây.

- Thiên Sách Vương Ngô Xương Ngập: Là con trai trưởng của Ngô Quyền, được phỏng đoán sinh ra vào khoảng thập niên thứ hai của thế kỉ 10. Tiền Ngô Vương truyền ngôi cho Ngô Xương Ngập nhưng bị Dương Tam Kha cướp ngôi, Xương Ngập phải bỏ trốn. Năm 950, Dương Tam Kha bị lật đổ, ông được em là Nam Tấn Vương Ngô Xương Văn đón về, hai anh em cùng làm vua. Năm 954 ông mất.
- Nam Tấn Vương Ngô Xương Văn: Là con trai thứ hai của Ngô Quyền, mẹ là Dương hậu. Ông đã làm đảo chính, phế truất Dương Bình Vương, trung hưng lại cơ nghiệp nhà Ngô. Trị vì cùng với anh là Thiên Sách Vương từ năm 950 đến năm 954, sau đó ông một mình trị nước từ năm 955 đến năm 965 thì mất. Nhà Ngô sụp đổ.
- Ngô Nam Hưng: Là con trai của Ngô Quyền, mẹ là Dương hậu. Không được sử sách đề cập gì thêm.
- Ngô Càn Hưng: Là con trai của Ngô Quyền, mẹ là Dương hậu. Không được sử sách đề cập gì thêm.

## Tưởng niệm

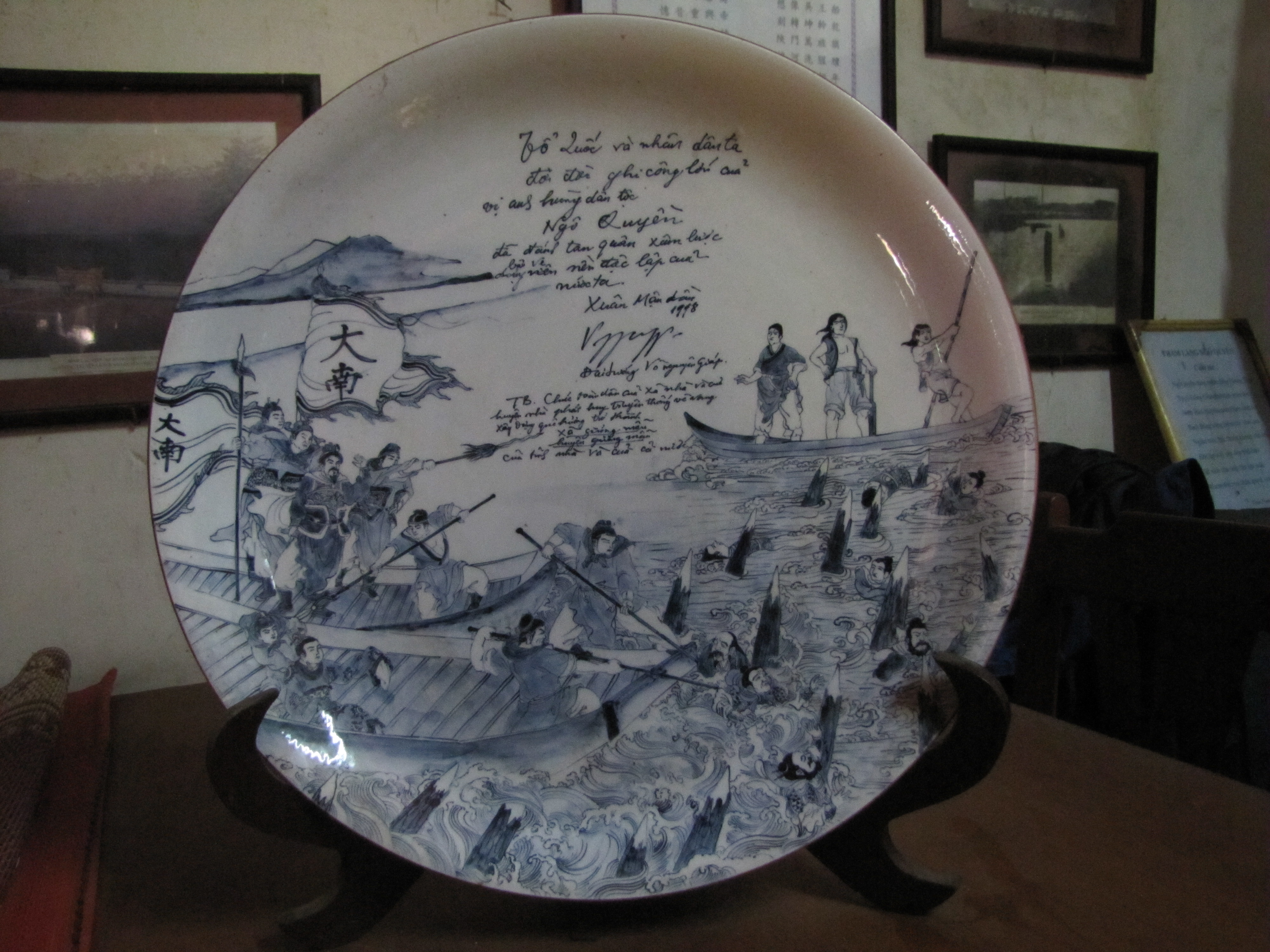
Mùa xuân Mậu Dần (1998) Đại tướng Võ Nguyên Giáp tặng đền thờ Ngô Quyền ở Đường Lâm một đĩa sứ vẽ cảnh thủy chiến Bạch Đằng và dòng chữ: Tổ quốc và nhân dân ta đời đời ghi công lớn của vị anh hùng dân tộc Ngô Quyền đã đánh tan quân xâm lược dựng nên nền độc lập của nước ta.

Hiện nay ở làng Đường Lâm (Sơn Tây, Hà Nội) có đền và lăng thờ Ngô Quyền. Ngoài ra còn có gần 50 nơi khác có liên quan thờ Ngô Quyền và các tướng lĩnh thuộc triều đại Ngô Vương, trong đó nhiều nhất thuộc vùng đất Hải Phòng (34 di tích), Thái Bình (3 di tích), Hà Nam (1 di tích), Phú Thọ (1 di tích), Hưng Yên (3 di tích).
Đền thờ và lăng Ngô Quyền ở thôn Cam Lâm, xã Đường Lâm, thị xã Sơn Tây là một địa chỉ du lịch và tâm linh nổi tiếng của làng cổ này. Đền được xây dựng bằng gạch, lợp ngói mũi hài, quay về hướng đông, có tường bao quanh. Qua tam quan, hai bên có tả mạc, hữu mạc, mỗi dãy nhà gồm năm gian nhỏ. Đại bái có hoành phi khắc bốn chữ "Tiền Vương bất vọng". Ngày nay tòa đại bái được dùng làm phòng trưng bày về thân thế, sự nghiệp của Ngô Quyền và nhà triển lãm chiến thắng Bạch Đằng. Hậu cung kiến trúc theo kiểu chữ đinh (丁), có tượng Ngô Quyền, đã được tu tạo vào năm 1877. Lăng Ngô Quyền có mái che, cao 1,5 mét, bia đá được khắc thời Tự Đức, có ghi bốn chữ Hán "Tiền Ngô Vương lăng". Tiền Ngô vương lăng đã được trùng tu năm 2013 với vốn đầu tư trùng tu lăng là 29 tỉ đồng, trong đó gia tộc họ Ngô đóng góp 30%.
Trước năm 1945, đền thờ Ngô Quyền có hai mẫu ruộng do ba xóm Đông, Tây, Nam của làng Cam Lâm thay nhau cấy lúa để sửa soạn tế lễ. Lễ vật gồm một con lợn nặng 50 kg, 30 đấu gạo nếp để thổi xôi, trầu cau, hương hoa... Trong hai ngày tế lớn (14 và 15 tháng 8 âm lịch), làng cử một thủ từ và tám tuần phiên để canh gác nhà thờ.
Tại thành phố Hải Phòng có nhiều di tích gắn liền với Ngô Quyền cùng với chiến thắng năm 938. Tương truyền trước khi đánh quân Nam Hán, Ngô Quyền đã đóng đại bản doanh, chiêu binh tập mã ở khu vực Từ Lương Xâm (nay thuộc quận Hải An Hải Phòng), khu vực Vườn Quyến (quận Ngô Quyền) tương truyền xưa kia từng là nơi Ngô Quyền cho binh sĩ tập luyện để chuẩn bị chiến đấu, tại đây Ngô Quyền đã cho bắc một cây cầu gọi là cầu Gù nối liền doanh trại với làng Đông Khê để thuận tiện cho việc đi lại và tiếp tế của nghĩa quân và nhân dân. Nhân dân các làng quanh khu vực nghĩa quân đóng trại cũng đã hăng hái xung phong làm quân cận vệ và tham gia vào công việc chuẩn bị, gọt đẽo và đóng những cọc gỗ xuống lòng sông Bạch Đằng để đánh quân Nam Hán. Hằng năm vào trung tuần tháng hai âm lịch, đình, miếu các làng ở quanh khu vực này đều mở hội, cúng tế rất linh đình, ngoài ra còn có hát ả đào, hát chèo, múa hạc gỗ và nhiều trò dân gian khác. Quanh khu vực hạ lưu sông Bạch Đằng có đến hơn 30 đền miếu thờ Ngô Quyền và các tướng của ông, trong đó nhiều nhất là ở thành phố Hải Phòng.

### Các cơ sở thờ tự Ngô Quyền

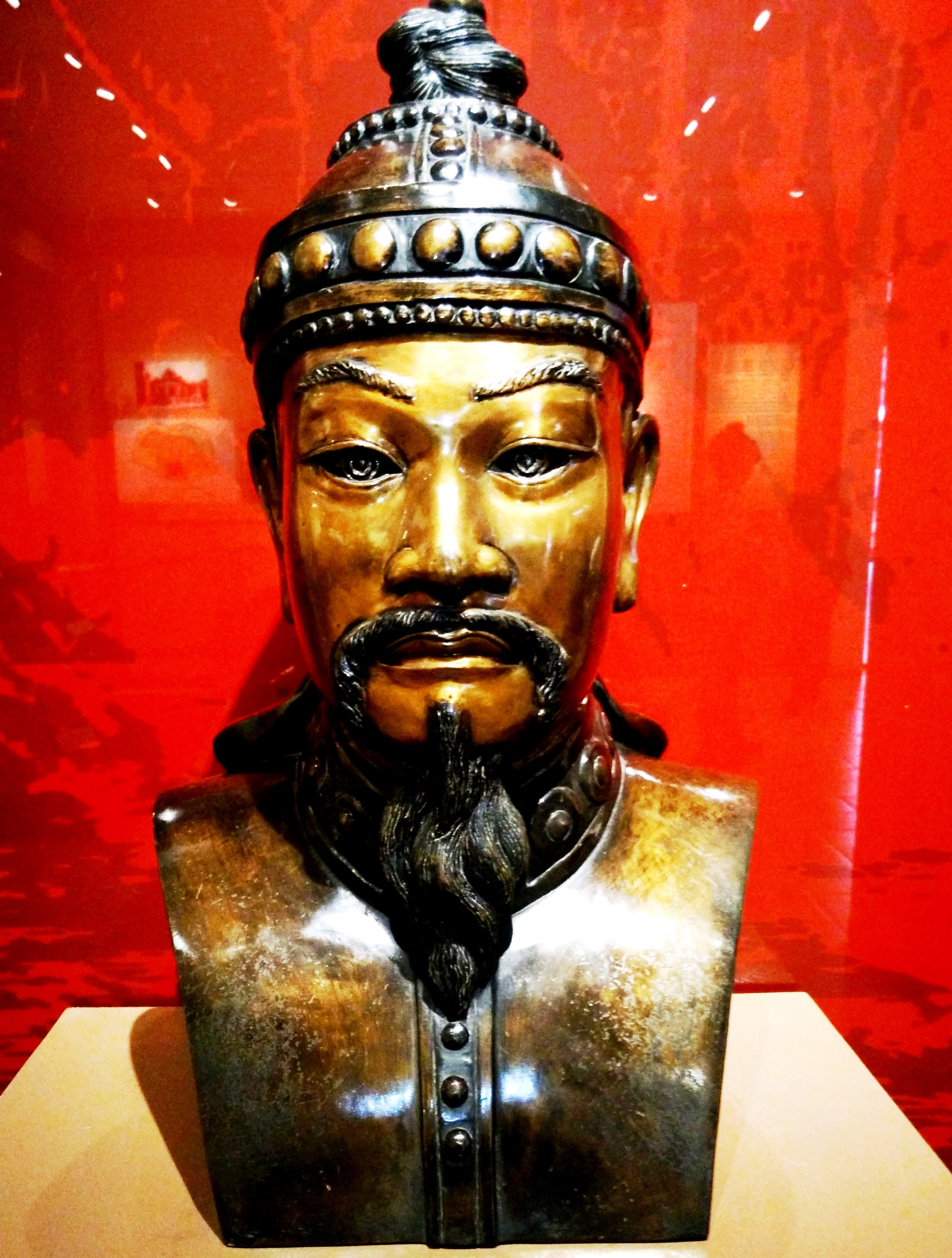
Tượng Ngô Quyền tại Bảo tàng lịch sử quân sự Việt Nam

1. Tiền Ngô Vương lăng (Cam Lâm, Đường Lâm, Sơn Tây, Hà Nội).
2. Đền Già (Dị Chế, Tiên Lữ, Hưng Yên): thờ Ngô Quyền và Hoàng hậu Dương Thị Vy.
3. Đền Vương (Thị trấn Vương, Tiên Lữ, Hưng Yên): thờ Ngô Quyền và Hoàng hậu Dương Thị Vy.
4. Đình làng Nghĩa Chế (Dị Chế, Tiên Lữ, Hưng Yên): thờ Ngô Quyền, Ngô Xương Ngập, Ngô Xương Văn.
5. Đình Hiền Lương (An Tiến, Mỹ Đức, Hà Nội): thờ Ngô Quyền.
6. Đình Thượng Tiết (Đại Hưng, Mỹ Đức, Hà Nội): thờ Ngô Quyền.
7. Từ Lương Xâm (Nam Hải, An Hải, Hải Phòng) đại bản doanh của nghĩa quân: thờ Ngô Vương Quyền cùng các tướng lĩnh.
8. Tượng đài Ngô Quyền (Nam Hải, An Hải, Hải Phòng).
9. Đền thờ Ngô Quyền (Thị trấn Mỹ Đức, Thủy Nguyên, Hải Phòng): thờ Ngô Quyền.
10. Đền Trạng Chiếu (Hải Triều, Tân Lễ, Hưng Hà, Thái Bình): thờ Ngô Quyền và Phạm Đôn Lễ.
11. Đền thờ Ngô Quyền (Cam Lâm, Đường Lâm, Sơn Tây, Hà Nội): thờ Ngô Quyền.
12. Đình Hải Triều (Tân Lễ, Hưng Hà, Thái Bình): thờ Ngô Quyền.
13. Đình An Trì (Hùng Vương, Hồng Bàng, Hải Phòng): thờ Ngô Quyền, Ngô Xương Ngập.
14. Đình Lạc Viên (108 Lạc Xuân Đài, Lạc Viên, Ngô Quyền, Hải Phòng): thờ Ngô Quyền.
15. Đền Chẹo (Nam Cường, Tam Nông, Phú Thọ): thờ Ngô Quyền.
16. Đình Ngô Xá (Nguyễn Xá, Bồ Đề, Bình Lục, Hà Nam): thờ Ngô Quyền và Hoàng hậu Dương Thị Vy.
17. Đình Ninh Xá, xã Lê Ninh, TX Kinh Môn, Hải Dương thờ Ngô Quyền và Phùng Hưng.
18. Đình Đông Khê, phường Đông Khê, quận Ngô Quyền, tp Hải Phòng: Thờ Ngô Vương Thiên Tử cập tùy tòng tướng lĩnh
19. Đình Phụng Pháp, phường Đằng Giang, quận Ngô Quyền, tp Hải Phòng: Thờ Ngô Vương Quyền
20. Đình Nam Pháp, phường Đằng Giang, quận Ngô Quyền, tp Hải Phòng: Thờ Ngô Vương Quyền
21. Đình Hàng Kênh, phường Hàng Kênh, quận Lê Chân, tp Hải Phòng: Thờ Ngô Vương Quyền
22. Miếu Trung Hành, phường Đằng Lâm, quận Hải An, tp Hải Phòng: Thờ Ngô Vương Quyền
23. Miếu Xâm Bồ, phường Nam Hải, quận Hải An, tp Hải Phòng: Thờ Ngô Vương Quyền. Ngoài ra các di tích đình miếu thuộc các làng cổ tại Quận Hải An, tp Hải Phòng đều thờ Đức Ngô Vương Thiên Tử làm thánh thành hoàng.

Nhiều đường phố mang tên Ngô Quyền như tại quận Hoàn Kiếm và Hà Đông, Hà Nội, thành phố Thanh Hóa, thị xã Quảng Yên, thành phố Đà Nẵng, thành phố Quy Nhơn... Tên ông cũng là tên của một quận nội thành của Hải Phòng. Nhiều trường học ở Việt Nam cũng mang tên Ngô Quyền.

## Ảnh

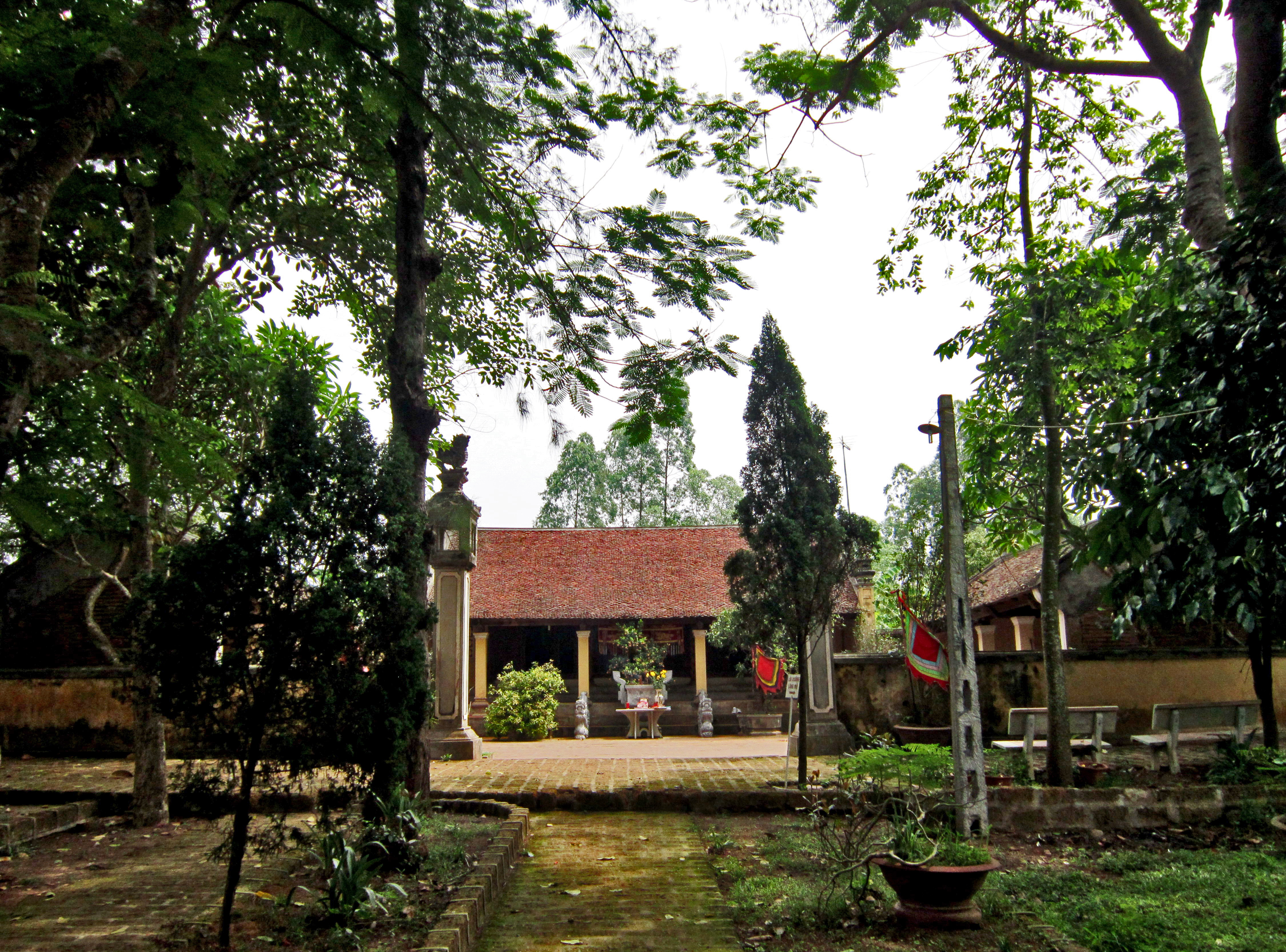
Toàn cảnh đền thờ Ngô Quyền ở thôn Cam Lâm.
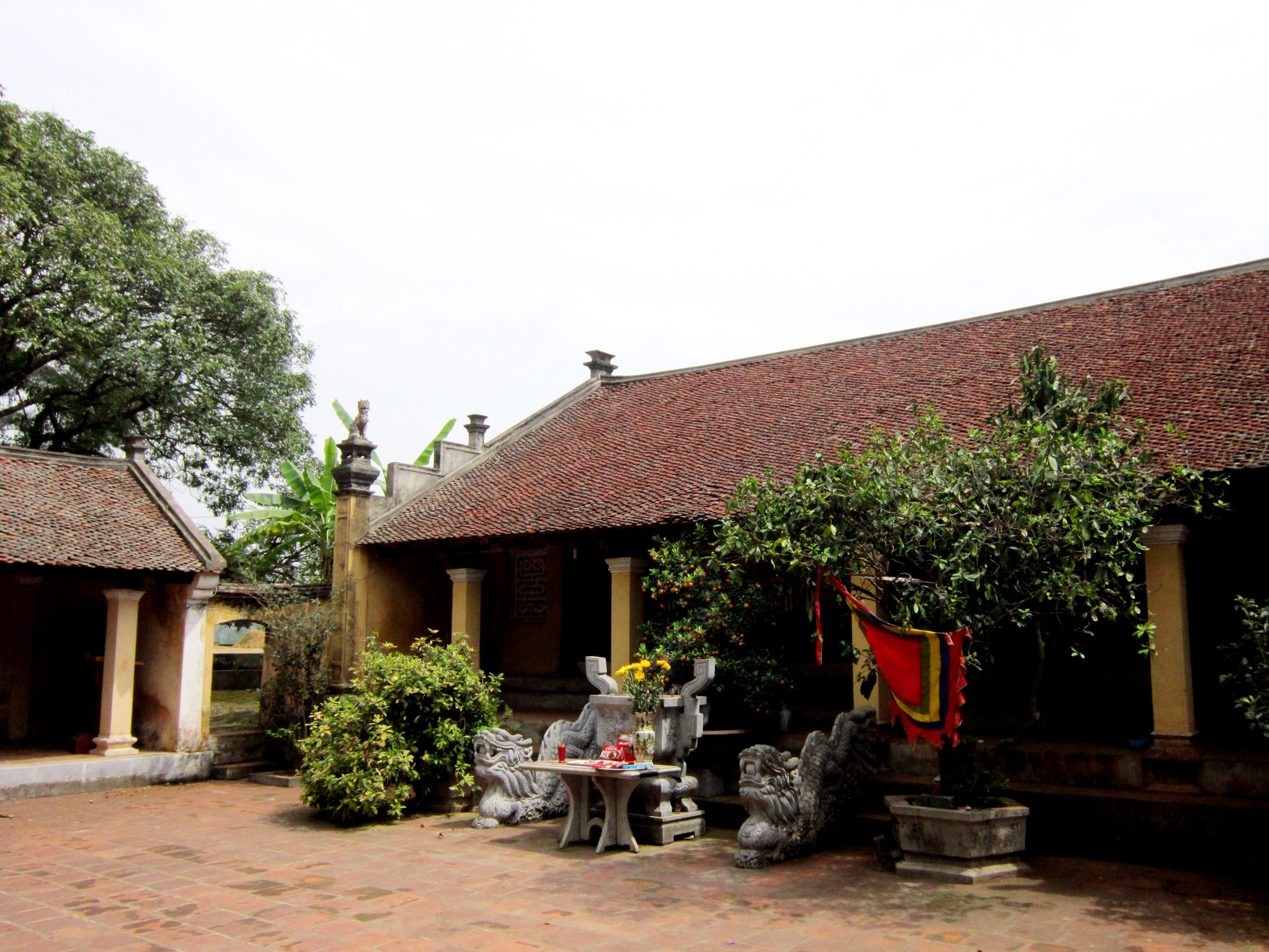
Trong khuôn viên đền thờ Ngô Quyền.
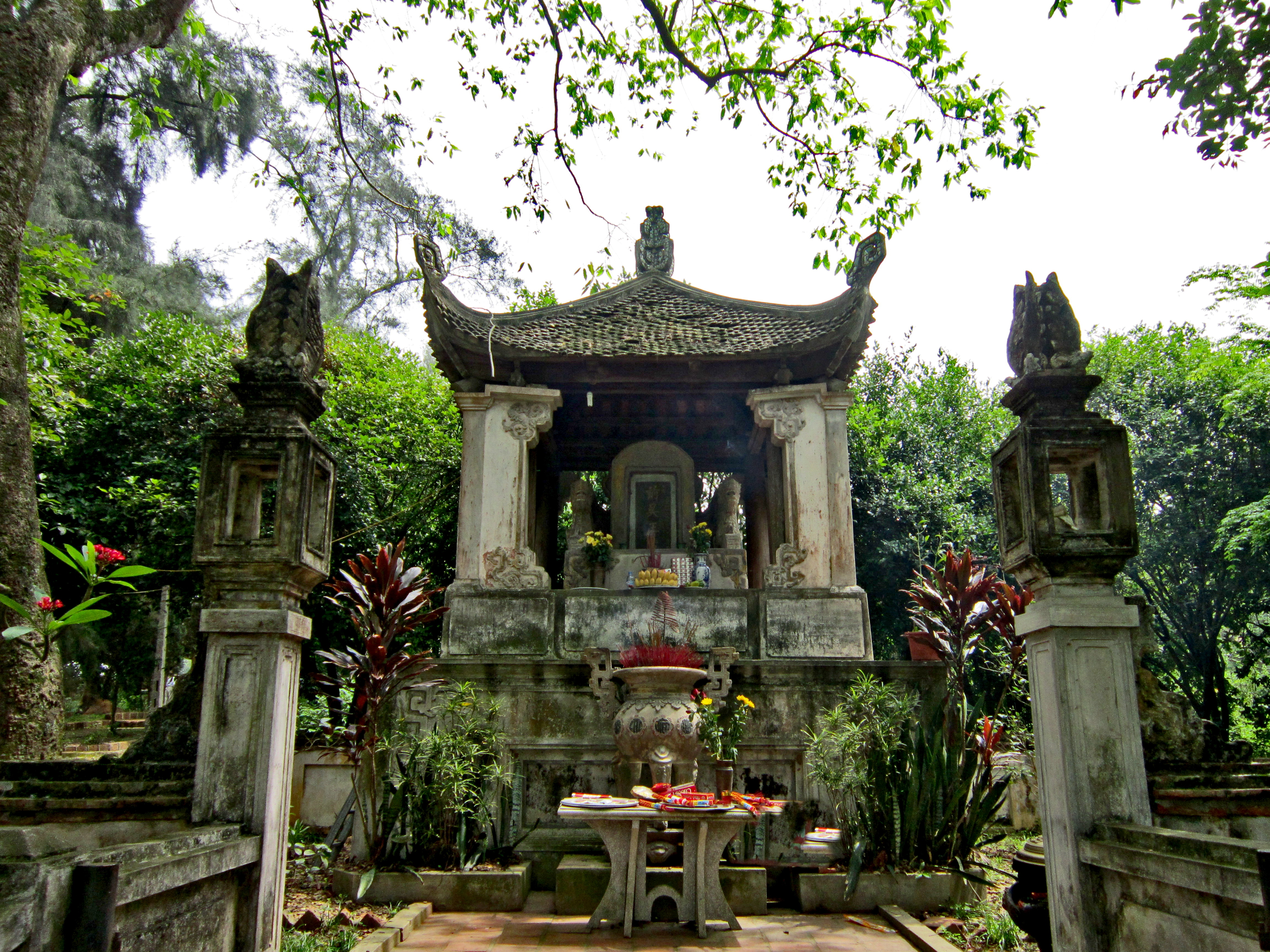
Lăng Ngô Quyền.